# 蒙彼利埃 (路易斯安那州)
蒙彼利埃（英語：Montpelier），是美国路易斯安那州下属的一座村镇。根据2010年美国人口普查，该市有人口266人。建置上，属于“village”。